# Próchniaczek czarniawy
Próchniaczek czarniawy, kusak olens (Ocypus olens) – gatunek chrząszcza, jeden z największych europejskich przedstawicieli rodziny kusakowatych.

## Opis
Jest to chrząszcz o wąskim kształcie, czarny, długości 22–32 mm, z krótkimi skrzydłami. Największy środkowoeuropejski przedstawiciel rodziny. Ciało czarne, matowe, pokryte krótkim, przylegającym, ciemnobrunatnym owłosieniem, gęsto punktowane. Głowa czworokątna o tylnych kątach nieco zaokrąglonych, szersza od przedplecza i znacznie szersza niż długa. Skronie znacznie dłuższe niż oko oglądane od góry. 9 człon czułków wyraźnie dłuższy niż szeroki. Przedplecze krótsze niż pokrywy, nieco słabiej niż głowa punktowane. Odnóża czarne do ciemnobrunatnych. V tergit odwłoka z błoniastą obwódką na tylnej krawędzi. 5. segment odwłoka ma porośnięty delikatnymi, białymi włoskami.

## Biologia i ekologia
Aktywny głównie nocą, na ofiary czatuje pod kamieniami lub korą, potrafi mocno ugryźć dzięki silnym żuwaczkom. Zaniepokojony unosi odwłok do góry. Zaatakowany opryskuje napastnika drażniącą cieczą. Żywi się głównie larwami muchówek, których poszukuje w padlinie. 
Spotkać go można w większości lasów przez cały rok.
W ciągu dnia kryje się pod kawałkami drewna, w ściółce oraz w mchu.

## Występowanie
Gatunek palearktyczny. Występuje w zachodniej, środkowej i południowej Europie, zachodniej Afryce Północnej, na Wyspach Kanaryjskich i Azorach.  Występuje również w Polsce, lecz rzadko obserwowany.